# Beach Camp
Beach Camp es una localidad de Trinidad y Tobago, que forma parte de la región de Siparia.

## Geografía
La localidad abarca parte de la isla Trinidad y limita al norte con Lorensotte y Palo Seco, al sur con el canal de Colón, al este con Palo Seco y al oeste con Lorensotte.

## Demografía
Datos demográficos de la localidad de Beach Camp:
| Gráfica de evolución demográfica de Beach Camp entre 2000 y 2011 |
|                                                                  |